# Dreiband-Europameisterschaft 1935

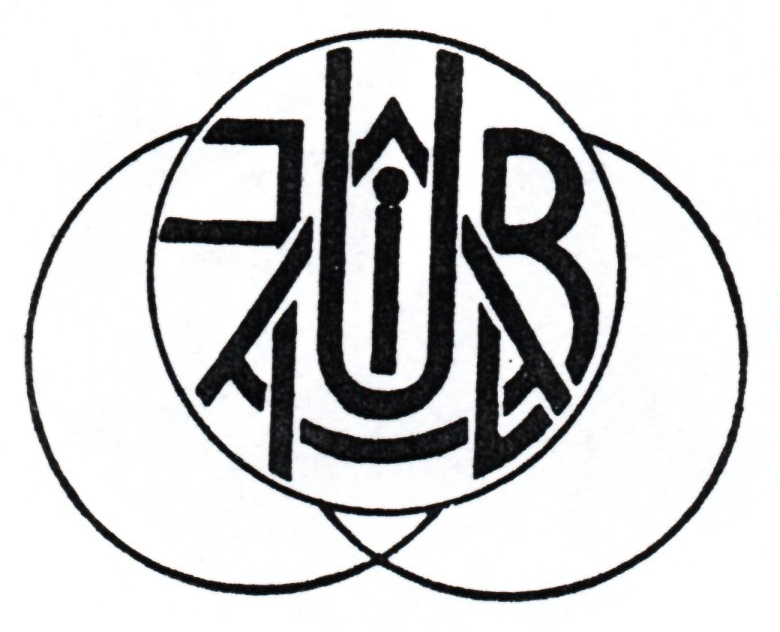
Logo UIFAB (ausrichtender Verband)

Die Dreiband-Europameisterschaft 1935 war das zweite Turnier in dieser Disziplin des Karambolage und fand vom 21. bis zum 25. März 1935 in Amsterdam statt.

## Geschichte
Nach dem ersten Turnier, 1932, folgte eine 3-jährige Pause, bis der Verband UIFAB dieses Turnier ausrichten konnte. Die politische Einflussnahme des Naziregimes, auf den Sport, sorgte dafür, dass  kein deutscher Spieler an diesem Turnier teilnahm (s. hierzu: DABV).
Der Titelverteidiger Franz Aeberhard aus der Schweiz verlor die Hälfte seiner Spiele. Er konnte mit Platz fünf nicht an seinen vorherigen Erfolg anknüpfen und musste den Titel abgeben. Sieger wurde der  Franzose Alfred Lagache, der diesen Titel noch drei weitere Mal erringen sollte (1939, 1947 und 1949).
In zeitgenössischen Publikationen ist der Name des zweiten belgischen Teilnehmers in unterschiedlichen Schreibweisen dargestellt: „F. Fanchamps“, „F. Fauchamps“ oder „G. Fauchamps“. Es handelt sich wahrscheinlich um den Teilnehmer der Weltmeisterschaft von 1930, Guy Fauchamps. Eine endgültige Klärung gibt es bis dato nicht. Zu der Zeit war es üblich, Spielzettel nicht mit Schreibmaschine, sondern von Hand auszufüllen und Vornamen abzukürzen. Wegen manch unleserlicher Handschrift können viele Spielernamen nicht endgültig geklärt werden.

## Modus
Gespielt wurde „Jeder gegen Jeden“ bis 50 Punkte. Es war die erste Europameisterschaft, bei der mit Nachstoß/Aufnahmegleichheit gespielt wurde.

## Kurioses
„Alkoholdoping“ war damals noch legal. In der Begegnung zwischen dem Österreicher Franz Engl und dem Niederländer Carel Koopman stand es 46:32 für Engls. Die Partie schien für den Holländer aussichtslos verloren. In Erwartung des vorhersehbaren Endes, rief er nach dem Ober und bestellte einen „doppelten Cognac“. Damals durfte bei Turnieren noch geraucht und Alkohol getrunken werden.  Es wurde serviert, er stürzte den Doppelten in einem Zuge herunter, ging an den Tisch und machte 6 Punkte. Engl, wohl etwas verdutzt, machte 0 Punkte. Koopman, wohl Hoffnung schöpfend, orderte erneut einen „Doppelten“ beim Ober. Das Publikum feuerte den Lokalmatador inzwischen mit „Koopman, Koopman, Koopman…“ Sprechchören an. Er trank wieder auf ex, ging an den Tisch und spielte 6 Punkte. Das Publikum stand inzwischen, „Koopman, Koopman…“ grölend, auf den Stühlen. Der Ober sparte sich das Laufen und kam mit der Cognacflasche zum Tisch. Koopman nahm einen kräftigen Schluck aus der Pulle und spielte 1, 2, nochmals 2 und dann den letzten Ball. Er hatte 50 Punkte und damit das Match gewonnen. Zurück blieben, der konsternierte Engl, und seine seriös erspielten 46 Punkte.

## Abschlusstabelle

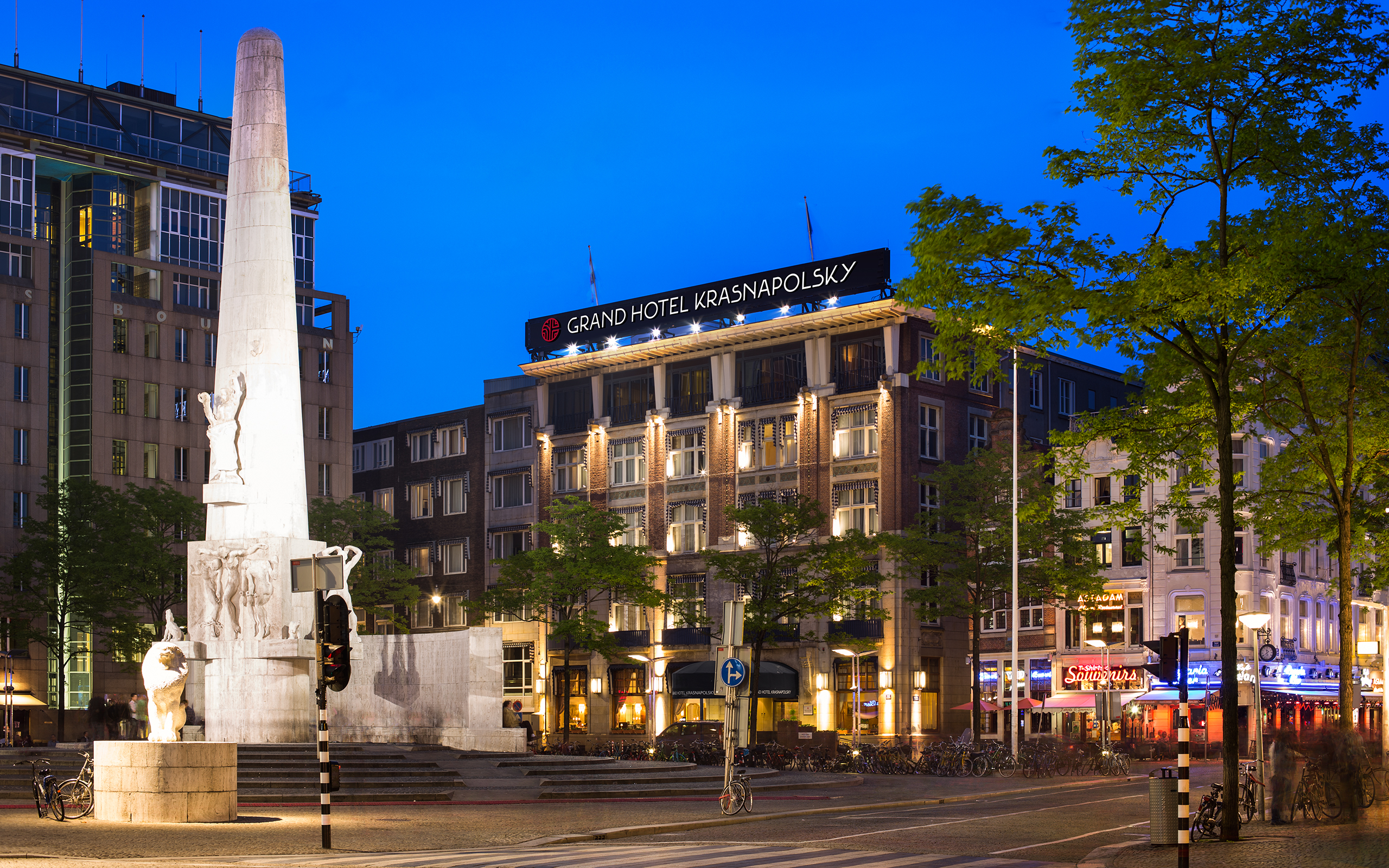
Grand Hotel Krasnapolsky

| MP    | Match Points (Sieger = 2; Unentschieden = 1; Verlierer = 0) |
| Pkte. | Erzielte Karambolagen                                       |
| Aufn. | Benötigte Versuche                                          |
| GD    | Generaldurchschnitt                                         |
| BED   | Bester Einzeldurchschnitt eines Spielers                    |
| HS    | Höchstserie                                                 |
|       | Bester GD des Turniers                                      |
|       | Bester ED des Turniers                                      |
|       | Beste HS des Turniers                                       |
|       | 1. Platz (Gold)                                             |
|       | 2. Platz (Silber)                                           |
|       | 3. Platz (Bronze)                                           |

| Endklassement              | Endklassement      | Endklassement | Endklassement | Endklassement | Endklassement | Endklassement | Endklassement |
| Platz                      | Name               | MP            | Pkte.         | Aufn.         | GD            | BED           | HS            |
| -------------------------- | ------------------ | ------------- | ------------- | ------------- | ------------- | ------------- | ------------- |
| 1                          | Alfred Lagache     | 16:0          | 400           | 568           | 0,704         | 0,909         | 7             |
| 2                          | Jacques Davin      | 12:4          | 378           | 551           | 0,686         | 0,925         | 7             |
| 3                          | Emile Zaman        | 12:4          | 380           | 638           | 0,595         | 0,757         | 7             |
| 4                          | Enrique Miró       | 10:6          | 381           | 682           | 0,558         | 0,641         | 6             |
| 5                          | Franz Aeberhard    | 8:8           | 364           | 605           | 0,601         | 0,793         | 5             |
| 6                          | Carel Koopman      | 6:10          | 327           | 619           | 0,528         | 0,704         | 6             |
| 7                          | Guy Fauchamps      | 4:12          | 326           | 608           | 0,536         | 0,649         | 7             |
| 8                          | Jacques Groenteman | 4:12          | 312           | 622           | 0,501         | 0,617         | 5             |
| 9                          | Franz Engl         | 0:16          | 286           | 677           | 0,422         | –             | 6             |
| Turnierdurchschnitt: 0,566 |                    |               |               |               |               |               |               |